# إليزابيث أشتون
إليزابيث أشتون هي متسابقة الحدث كندية، ولدت في مارس 1950 في لانكشر في المملكة المتحدة.

## وصلات خارجية
- إليزابيث أشتون على موقع اللجنة الأولمبية الدولية (الإنجليزية)
- إليزابيث أشتون على موقع أوليمبيديا (الإنجليزية)
- إليزابيث أشتون على موقع اللجنة الأولمبية الكندية (الإنجليزية)